# Agencia para la Energía Nuclear

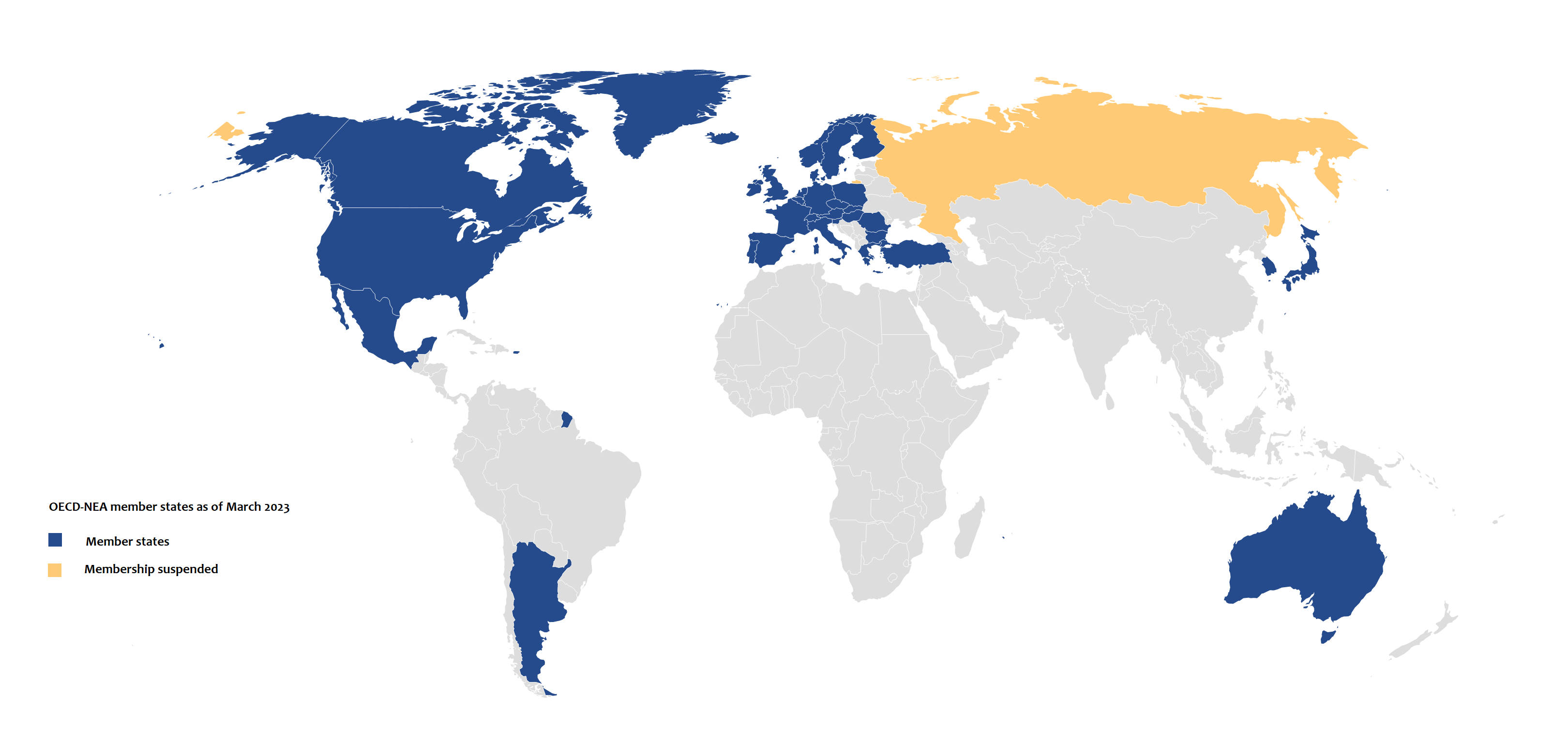
Mapa que muestra los países miembros de la Agencia para la Energía Nuclear.

La Agencia para la Energía Nuclear (AEN), también conocida por sus siglas en inglés NEA, es una agencia intergubernamental organizada desde la Organización para la Cooperación y el Desarrollo Económicos (OCDE). Su principal objetivo es promover el uso de la energía nuclear con propósitos pacíficos. Constituida originalmente el 1 de febrero de 1958 con el nombre Agencia Europea para la Energía Nuclear (AEEN) (los Estados Unidos participaban como Miembro Asociado), cambió a su nombre actual en 1972 tras la adhesión de Japón.

## Miembros
La AEN cuenta actualmente con 33 miembros:
- Alemania
- Argentina
- Australia
- Austria
- Bélgica
- Bolivia
- Canadá
- Corea del Sur
- Dinamarca
- Eslovaquia
- Eslovenia
- España
- Estados Unidos
- Finlandia
- Francia
- Grecia
- Hungría
- Irlanda
- Islandia
- Italia
- Japón
- Luxemburgo
- México
- Noruega
- Países Bajos
- Polonia
- Portugal
- Reino Unido
- República Checa
- Rusia
- Suecia
- Suiza
- Turquía

Juntos, representan aproximadamente el 85 % de la capacidad nuclear instalada en todo el mundo. La energía nuclear representa casi un 25 % de la electricidad producida en los países miembros de la AEN. La AEN colabora con el Organismo Internacional de Energía Atómica (OIEA) en Viena y con la Comisión Europea en Bruselas. 
Dentro de la OCDE, se coordina con la Agencia Internacional de la Energía y el Directorio de Medio Ambiente, así como con otros directorios en cuestiones puntuales.

## Áreas de trabajo de la AEN
- Seguridad nuclear y regulaciones pertinentes
- Desarrollo de la energía nuclear
- Gestión de residuos radioactivos
- Protección contra la radiación y salud pública
- Derecho y responsabilidad nuclear
- Ciencia nuclear
- Banco de datos
- Información y comunicación

## Estructura organizativa
El secretariado de la AEN atiende siete comités técnicos bajo la guía del Comité de Dirección, el cual se subordina directamente al Consejo de la OCDE. Los comités técnicos, representantes de cada una de las siete principales áreas del programa de la Agencia, están compuestos por grupos de expertos de los países miembros.